# رادیو اینترنتی

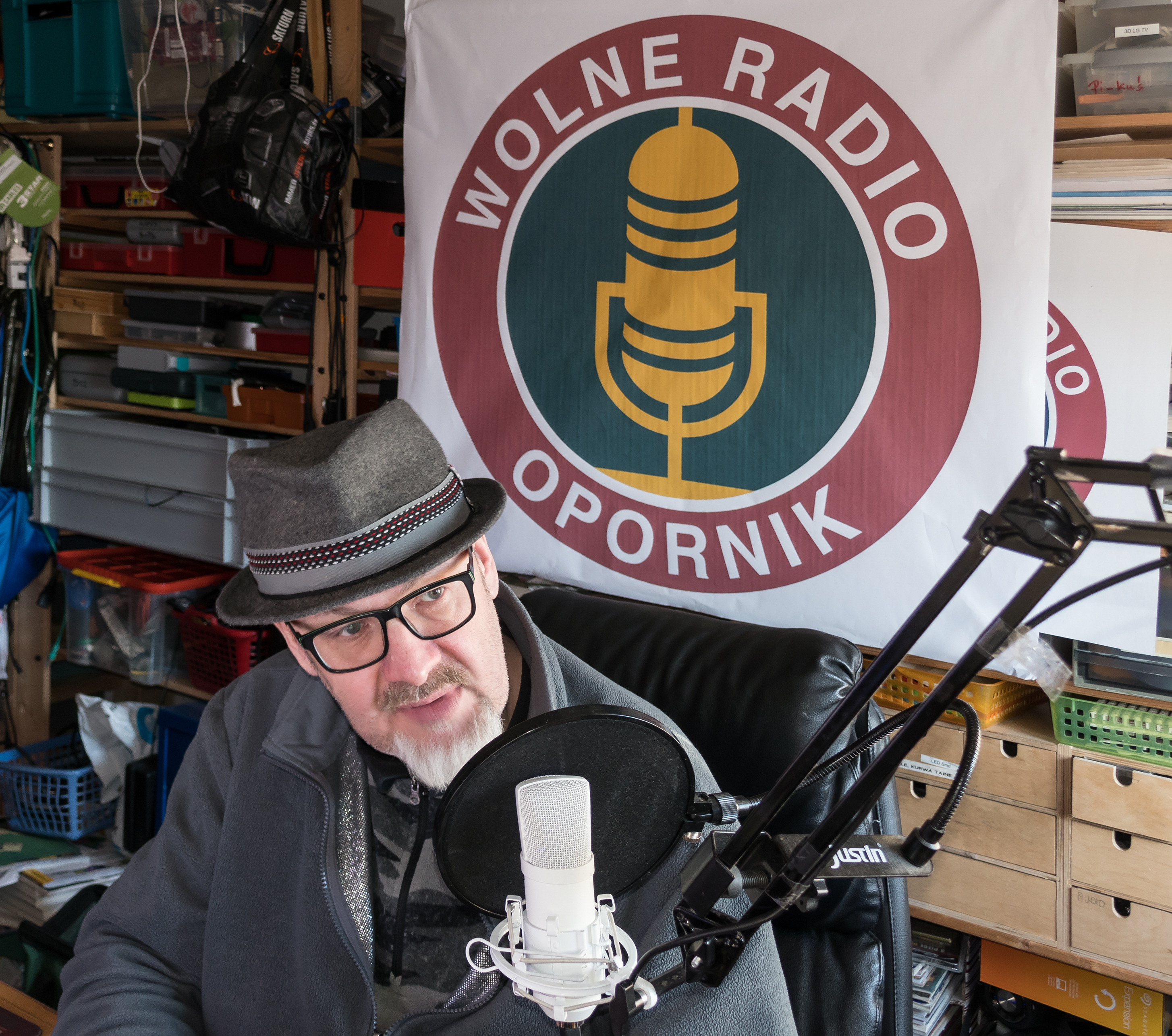
رادیو اینترنتی اوپرنیک ومجری آن در حین انجام کار

رادیوی اینترنتی در اصل به ایستگاهی از رادیو گفته می‌شود که شنونده آن کاربران اینترنت می‌باشند.
برای دسترسی به این نوع ایستگاه‌ها باید از یک اتصال اینترنت با سرعت مطلوب استفاده نمود.
رادیوهای اینترنتی به دو دسته تقسیم می‌شوند:
رادیوهای آفلاین
رادیوهای زنده
رادیوهای آفلاین رادیوهایی با برنامه‌های آپلود شده از قبل می‌باشند که در دوره زمانی معینی به روز رسانی می‌شوند و می‌توانند شامل انواع آرشیوها و موضوعات باشند. در واقع رسانه‌ای می‌باشند که هم قابلیت پخش برخط اینترنتی دارند و هم می‌توان برنامه‌های آنها را دانلود نمود. رادیوهای زنده یا آنلاین به رادیوهایی گفته می‌شود که همواره در حال پخش زنده از یک ایستگاه رادیویی می‌باشند اما برنامه‌های آنها قابل دانلود نیست؛ مگر آنکه در ایستگاه (سایت) اینترنتی این رادیوها یک ایستگاه (آرشیو از برنامه‌های پخش شده) آفلاین نیز برای آرشیو نمودن برنامه‌ها وجود داشته باشد. اساس کار رادیوهای آنلاین بدین صورت است که برنامه زنده در حال پخش در ایستگاه رادیویی به‌طور متداول و بدون توقف بر روی یک سرور اینترنتی با پهنای باند بالا آپلود می‌شود و بر روی سایت قرار می‌گیرد ولی این اطلاعات فقط برای چند دقیقه بر روی سرور ذخیره می‌شوند تا شنوندگان به صورت متداول با استفاده از نرم‌افزار آن را گوش کنند، سپس اطلاعات بعدی از سمت ایستگاه رادیویی جایگزین اطلاعات قبلی سرور می‌شوند و این چرخه مدام ادامه دارد...........
رادیوهای زنده یا آنلاین به رادیوهایی گفته می‌شود که همواره در حال پخش زنده از یک ایستگاه رادیویی می‌باشند اما برنامه‌های آنها قابل دانلود نیست؛ مگر آنکه در ایستگاه (سایت) اینترنتی این رادیوها یک ایستگاه (آرشیو از برنامه‌های پخش شده) آفلاین نیز برای آرشیو نمودن برنامه‌ها وجود داشته باشد......